# 飛鳥村 (奈良県)
飛鳥村（あすかむら）は奈良県北西部、高市郡に属していた村。現在の明日香村北部。時代区分『飛鳥時代』の名称の由来となった村として知られる。

## 歴史
- 1889年（明治22年）4月1日 - 町村制の施行により、高市郡 飛鳥村、豊浦村、雷村、小山村、奥山村、八釣村、東山村、小原村が合併し飛鳥村が成立。
- 1956年（昭和31年）7月3日 - 阪合村、高市村と合併し、明日香村が発足。同日飛鳥村消滅。